# Audun Grønvold
Audun Grønvold (Hamar, 28 februari 1976 – 15 juli 2025) was een Noorse freestyleskiër, gespecialiseerd op het onderdeel skicross. In het verleden maakte de Noor carrière als alpineskiër. Grønvold vertegenwoordigde zijn vaderland op de Olympische Winterspelen 2010 in Vancouver.

## Carrière
Grønvold maakte zijn wereldbekerdebuut in februari 1996 in Garmisch-Partenkirchen, in december 1996 scoorde hij in Val-d'Isère zijn eerste wereldbekerpunten. Tijdens de wereldkampioenschappen alpineskiën 1997 in Sestriere eindigde de Noor als achttiende op de super g. In december 1998 behaalde hij in Val-d'Isère zijn eerste toptienklassering. In Vail nam Grønvold deel aan de wereldkampioenschappen alpineskiën 1999, op dit toernooi eindigde hij als achtste op de afdaling. Enkele weken na de wereldkampioenschappen stond de Noor in Sierra Nevada voor de eerste maal in zijn carrière op het podium. Op de wereldkampioenschappen alpineskiën 2001 in Sankt Anton eindigde Grønvold als tweeëntwintigste op de afdaling en als vierentwintigste op de super g.

### Skicross
Nadat een echte doorbraak in het alpineskiën uitbleef stapte Grønvold over naar het skicrossen, hij maakte zijn wereldbekerdebuut in oktober 2004 in Saas Fee. Drie maanden later behaalde hij in Pozza di Fassa zijn eerste toptiennotering. Tijdens de wereldkampioenschappen freestyleskiën 2005 in Ruka sleepte de Noor de bronzen medaille in de wacht. In januari 2007 boekte hij in Flaine zijn eerste wereldbekerzege, aan het eind van het seizoen 2006/2007 legde Grønvold beslag op de wereldbeker. In Madonna di Campiglio nam de Noor deel aan de wereldkampioenschappen freestyleskiën 2007, op dit toernooi eindigde hij op de achtste plaats. Op de wereldkampioenschappen freestyleskiën 2009 in Inawashiro eindigde Grønvold als achtentwintigste op de skicross. Tijdens de Olympische Winterspelen van 2010 in Vancouver veroverde de Noor de bronzen medaille.
Grønvold overleed op 15 juli 2025, nadat hij drie dagen eerder, op 12 juli 2025 door de bliksem was getroffen.

## Resultaten (alpine)

### Wereldkampioenschappen
| Jaar | Plaats      | Resultaten               |
| ---- | ----------- | ------------------------ |
| 1997 | Sestriere   | 18e Super G              |
| 1999 | Vail        | 8e Afdaling              |
| 2001 | Sankt Anton | 22e Afdaling 24e Super G |

### Wereldbeker

#### Eindklasseringen
| Seizoen   | Algm | AD  | SL | RS | SG  | SC |
| --------- | ---- | --- | -- | -- | --- | -- |
| 1996/1997 | 79e  | 37e | -  | -  | 33e | -  |
| 1997/1998 | 138e | -   | -  | -  | 49e | -  |
| 1998/1999 | 36e  | 11e | -  | -  | 40e | -  |
| 1999/2000 | 96e  | 36e | -  | -  | -   | -  |
| 2000/2001 | 71e  | 49e | -  | -  | 20e | -  |
| 2001/2002 | 86e  | 32e | -  | -  | 43e | -  |
| 2002/2003 | 108e | 45e | -  | -  | 55e | -  |

## Resultaten (freestyle)

### Olympische Spelen
| Jaar | Plaats    | Resultaten |
| ---- | --------- | ---------- |
| 2010 | Vancouver | Skicross   |

### Wereldkampioenschappen
| Jaar | Plaats               | Resultaten   |
| ---- | -------------------- | ------------ |
| 2005 | Ruka                 | Skicross     |
| 2007 | Madonna di Campiglio | 8e Skicross  |
| 2009 | Inawashiro           | 28e Skicross |

### Wereldbeker

#### Eindklasseringen
| Seizoen   | Plaats |
| --------- | ------ |
| 2004/2005 | 22e    |
| 2005/2006 | 25e    |
| 2006/2007 | Goud   |
| 2007/2008 | 15e    |
| 2008/2009 | 12e    |
| 2009/2010 | Brons  |

#### Wereldbekerzeges
| Datum           | Plaats         |
| --------------- | -------------- |
| 10 januari 2007 | Flaine         |
| 2 februari 2007 | Les Contamines |
| 12 maart 2010   | Grindelwald    |